# Список об'єктів Світової спадщини ЮНЕСКО у Нікарагуа
В списку об'єктів Світової спадщини ЮНЕСКО у Нікарагуа налічується 1 найменування (станом на 2016 рік).
| № | Зображення | Назва               | Місцеположення | Час створення | Час внесення до списку | №                                                  | Критерії |
| - | ---------- | ------------------- | -------------- | ------------- | ---------------------- | -------------------------------------------------- | -------- |
| 1 |            | Руїни Старого Леона | місто Леон     | 1524          | 2000                   | 613 [Архівовано 24 грудня 2018 у Wayback Machine.] | iii, iv  |